# Dumanet

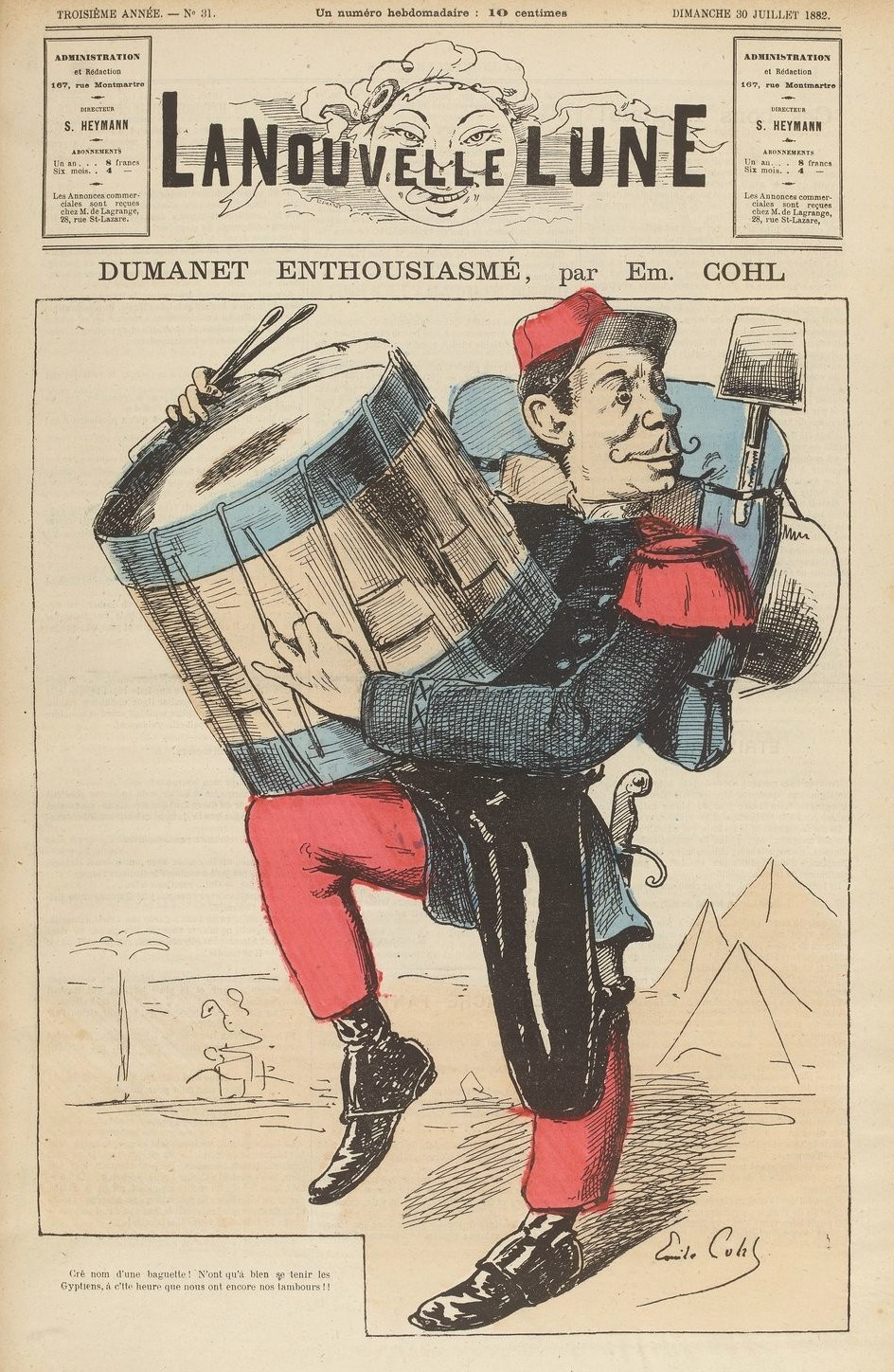
Dumanet enthousiasmé, par Émile Cohl (La Nouvelle Lune, 30 juillet 1882).

Dumanet est un personnage comique imaginaire.

## Histoire
Dumanet désigne au XIXe siècle un soldat ridicule et fanfaron. Il apparaît dans La Cocarde tricolore, vaudeville des Frères Cogniard, représenté en 1831.
Arthur Rimbaud le met en scène dans L'Éclatante Victoire de Sarrebrück, poème daté d'octobre 1870, :
« À droite, Dumanet, appuyé sur la crosse

De son chassepot sent frémir sa nuque en brosse,

Et : « Vive l’Empereur !! » − Son voisin reste coi… »
ainsi que Jules Laforgue dans son poème Idylle en 1879 :
« Lasticot, caporal dans les carabiniers

Le coupe-choux au flanc, le shako sur l’oreille,

Fier comme un Dumanet ! »
.
Émile Cohl le caricature dans Dumanet enthousiasmé en 1882.

## Source
- Pierre-Olivier Walzer, « Notes », in Charles Cros, Tristan Corbière, Œuvres complètes, Gallimard, « Bibliothèque de la Pléiade », 1970, p. 1348-1349